# The Vintage Caravan
The Vintage Caravan est un groupe islandais de hard rock, originaire d'Álftanes.

## Histoire
Le groupe est formé en 2006 par deux adolescents de 12 ans, Óskar Logi Ágústsson (guitare, chant) et Guðjón Reynisson (batterie). Depuis 2009, les membres du groupe commencent à travailler plus sérieusement sur le projet et en 2011, ils sortent leur premier album éponyme en auto-édition. Début 2012, le groupe signe un contrat avec le label islandais Sena. La même année, Alexander Örn Númason rejoint également le groupe en tant que bassiste. En 2012, le deuxième album Voyage sort chez Sena, mais le groupe ne perce dans le reste de l'Europe qu'après la réédition de Voyage chez Nuclear Blast début 2014, avec lequel ils signent en 2013. En 2014, le groupe joue au Roadburn Festival. Leur venue pour un concert au Wacken Open Air est également prévue en 2014. 
En avril 2015, le groupe annonce sur Facebook le départ du batteur Guðjón Reynisson pour des raisons personnelles, et son remplacement par Stefán Ari. Puis en 2018, ils sortent leur nouvel album, Gateways. Le groupe signe en 2020 avec le label Napalm Records, et sort son album Monuments en 2021 avant d'entamer une tournée promotionnelle pour l'album. En 2023, The Vintage Caravan passe en Europe, et prévoit un concert en France en novembre avec Volcanova.

## Style musical
Selon Fred Thomas d'AllMusic, le groupe est influencé par le classic rock, les débuts du heavy metal, le rock progressif et le boogie-woogie. Selon la biographie du groupe sur le site de Nuclear Blast, le groupe a été influencé par le hard rock classique des années 1960 et 1970. Selon laut.de, le groupe est fortement influencé par des groupes comme Cream, Black Sabbath, King Crimson et Yes. laut.de a qualifié le style musical des Vintage Caravan de blues rock psychédélique. Thomas Kupfer du magazine Rock-Hard catégorise leur style de classic rock. 
Dans la critique de Voyage par Phil Weller de scratchthesurface-webzine.com, le groupe peut être classé avec des groupes de rétro-rock dans la veine de Orchid, Graveyard, Blues Pills et Witchcraft. Dans sa critique de Arrival, Manuel Latton (alias inhonorus) du magazine Legacy écrit que le groupe a enfin renoncé à ses anciennes habitudes à la Led Zeppelin et qu'il met davantage l'accent sur ses propres points forts. Il fait en outre l'éloge de l'album comme étant « une étoile montante dans le ciel du rock vintage. »

## Membres

### Membres actuels
- Óskar Logi Ágústsson — chant, guitare (depuis 2006)
- Alexander Örn Númason — basse (depuis 2012)
- Stefán Ari Stefánsson — batterie (depuis 2015)

### Ancien membre
- Guðjón Reynisson — batterie (2006-2015)

## Discographie
- 2011 : The Vintage Caravan
- 2012 : Voyage (Sena)
- 2015 : Arrival (Nuclear Blast)
- 2018 : Gateways (Nuclear Blast)
- 2021 : Monuments (Napalm Records)